# Centre M.T. Abraham pour les Arts visuels
Le Centre M.T. Abraham pour les Arts visuels est une association artistique à but non lucratif. Son siège est à Paris, en France, et ses collections sont conservées en Suisse, à Genève. Le Centre a été fondé par les descendants de Mansur Tamir Abraham après sa mort en 1999. Il a pour mission la promotion du goût du public pour le modernisme européen et russe, l’impressionnisme et l’art moderne en collectionnant des œuvres « dans le seul but qu’elles soient exposées et étudiées par des institutions publiques ». 
En 2011, il possède plus de 300 œuvres d’art de plus de 50 artistes, essentiellement du modernisme européen et russe de la fin du XIXe siècle et du XXe siècle. Parmi les artistes : Avigdor Arikha, Salvador Dalí, Nathalie Gontcharoff, Menashe Kadishman, Mikhail Larionov, Lazar Lissitzky, Kazimir Malevich, Joan Miró, Henri Rousseau, and Vladimir Titov. Le Centre possède une collection complète de sculptures d’Edgar Degas, qu’il a prêtées à des institutions comme la National Art Gallery à Sofia en Bulgarie,, le musée d’Art moderne de Tel Aviv en Israël, et l’Instituto Valenciano de Arte Moderno,,,,.

## Histoire

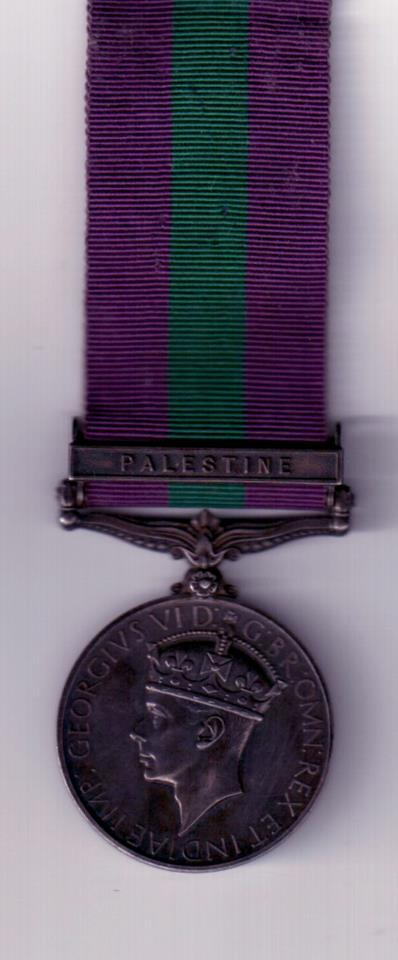
Abraham's George Medal.

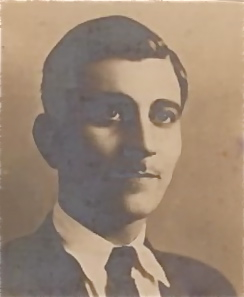
Mansur Tamir Abraham

L’association a été fondée en 2004 par la famille de Mansur Tamir Abraham. M.T. Abraham est né à Aden au Yémen (le 27 avril 1912), alors sous occupation britannique. Il devint une autorité en matière de droit africain et asiatique, et s’est vu attribuer la médaille de George par la Grande-Bretagne pour son travail. Abraham était également un collectionneur méticuleux et passionné, en particulier d’œuvres d’art russe et d’Europe de l’est. La plupart des œuvres de sa collection étaient, en leur temps, considérées comme insignifiantes. Abraham est décédé le 9 janvier 1999 à l’âge de 86 ans. 
En 2004, ses enfants et petits-enfants réunirent ses collections pour constituer le Centre M.T. Abraham pour les Arts visuels, une association à but non lucratif. L’actuel président est Amir Gross Kabiri. Le Centre est installé à Genève, en Suisse et son siège est à Paris, en France.

## Mission
Le Centre s'est donné pour mission la promotion du goût du public pour le modernisme européen et russe, l’impressionnisme et l’art moderne en collectionnant des œuvres « dans le seul but qu’elles soient exposées et étudiées par des institutions publiques ». Il dispose d’un système de prêt qui permet de rendre les œuvres disponibles pour être exposées au public au sein d’institutions reconnues, y compris des musées qui en temps normal n’auraient pas eu les moyens d’organiser de telles expositions.
Sa mission éducative est d’encourager les « expositions qui développeront le goût et la compréhension de l’art, de son histoire, de son évolution et de sa signification ». Les expositions parrainées par le Centre sont accompagnées de programmes éducatifs pour enfants et jeunes adultes, dirigés par des artistes, des éducateurs et d’autres professionnels de l’art. Le Centre offre également un soutien aux jeunes artistes et étudiants en Études juives. 

## Collections
En 2011, le Centre possède plus de 300 œuvres d’art de plus de 50 artistes. La collection met à l'honneur le modernisme russe et européen de la fin du XIXe siècle et du XXe siècle. Ces périodes couvrent les genres suivants : impressionnisme, post-impressionnisme, constructivisme, cubisme, cubo-futurisme, néo-primitivisme, rayonnisme, suprématisme et futurisme. Voici une liste partielle d’artistes faisant partie de la collection :
- Avigdor Arikha
- Alexei Chostenko
- Salvador Dalí
- Edgar Degas
- Nathalie Gontcharoff
- Boris Grigoriev
- Menashe Kadishman
- Raffi Kaiser
- Boris Kleint
- Moshe Kupperman
- Mikhail Larionov
- Uri Lifshitz
- Nadav Lifshitz
- Lazar Lissitzky
- Kazimir Malevich
- Zwi Milshtein
- Joan Miró
- Vera Pestel
- Niko Pirosmani
- Vladimir Baranov-Rossiné
- Henri Rousseau
- David Shterenberg
- Sergei Senkin
- Vladimir Tatline
- Vladimir Titov[1]

## Galerie

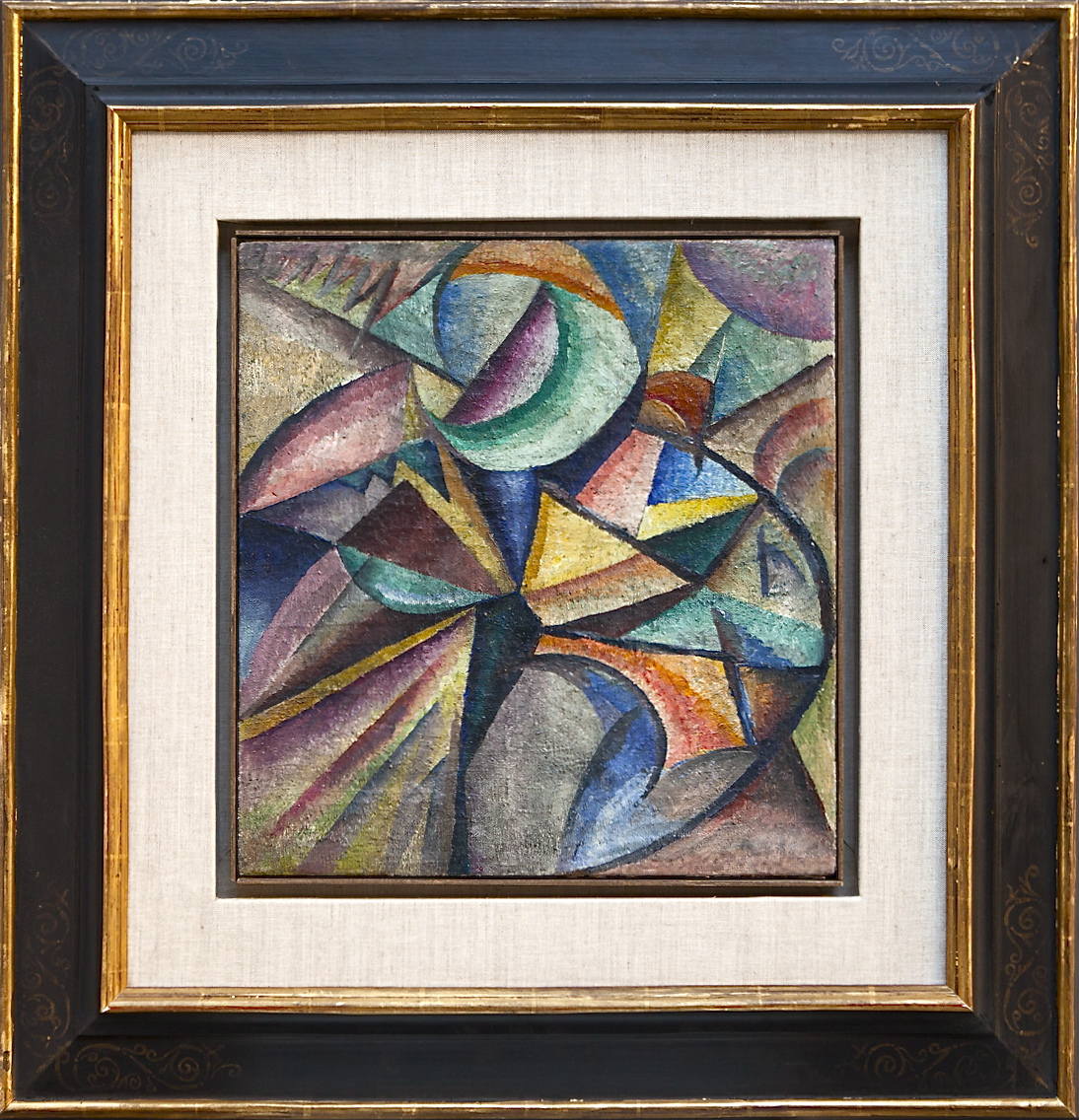
Alexander Bogomazov, "Composition N2," 1914-1915
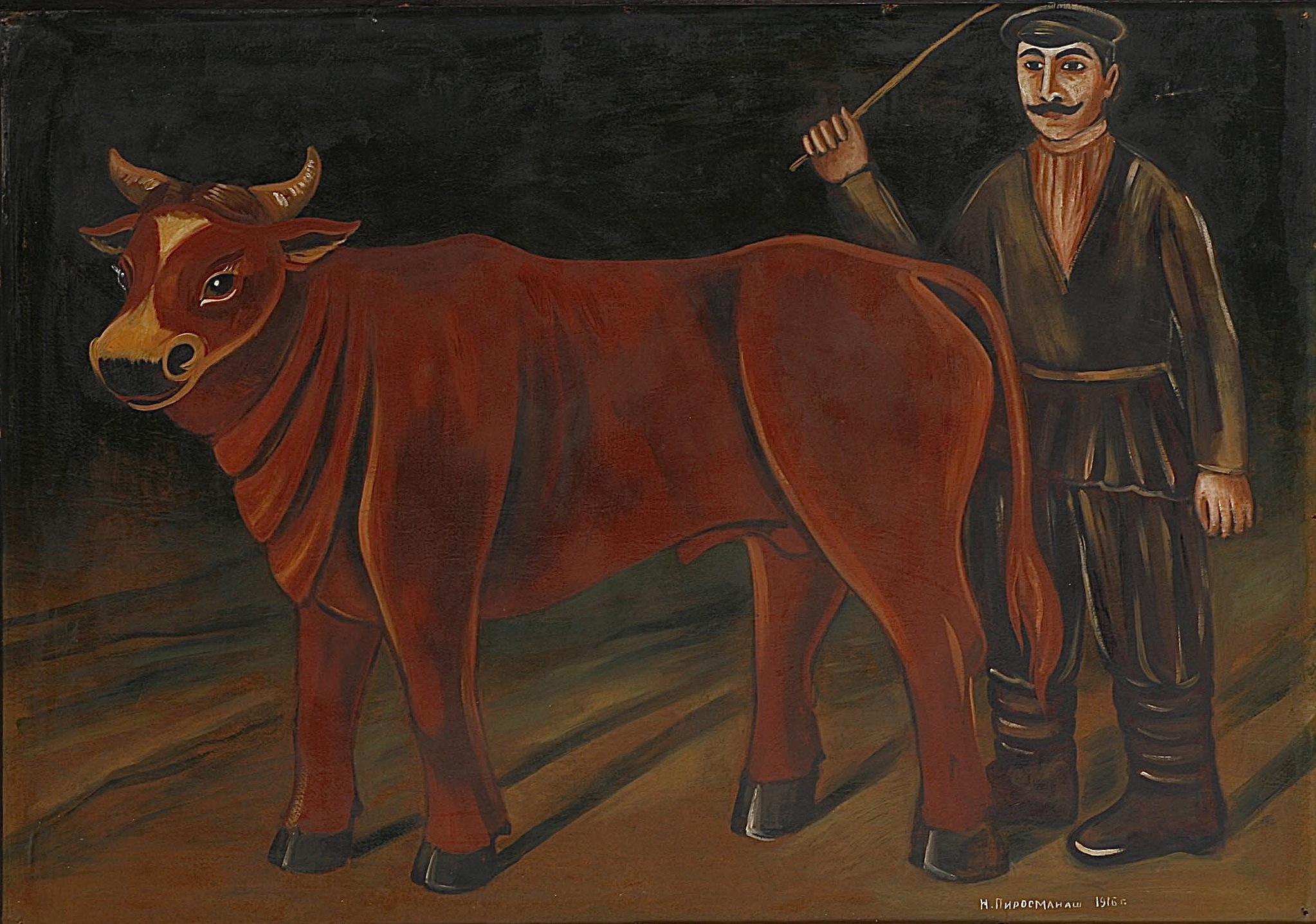
Niko Pirosmani, Farmer with a Bull, 1916
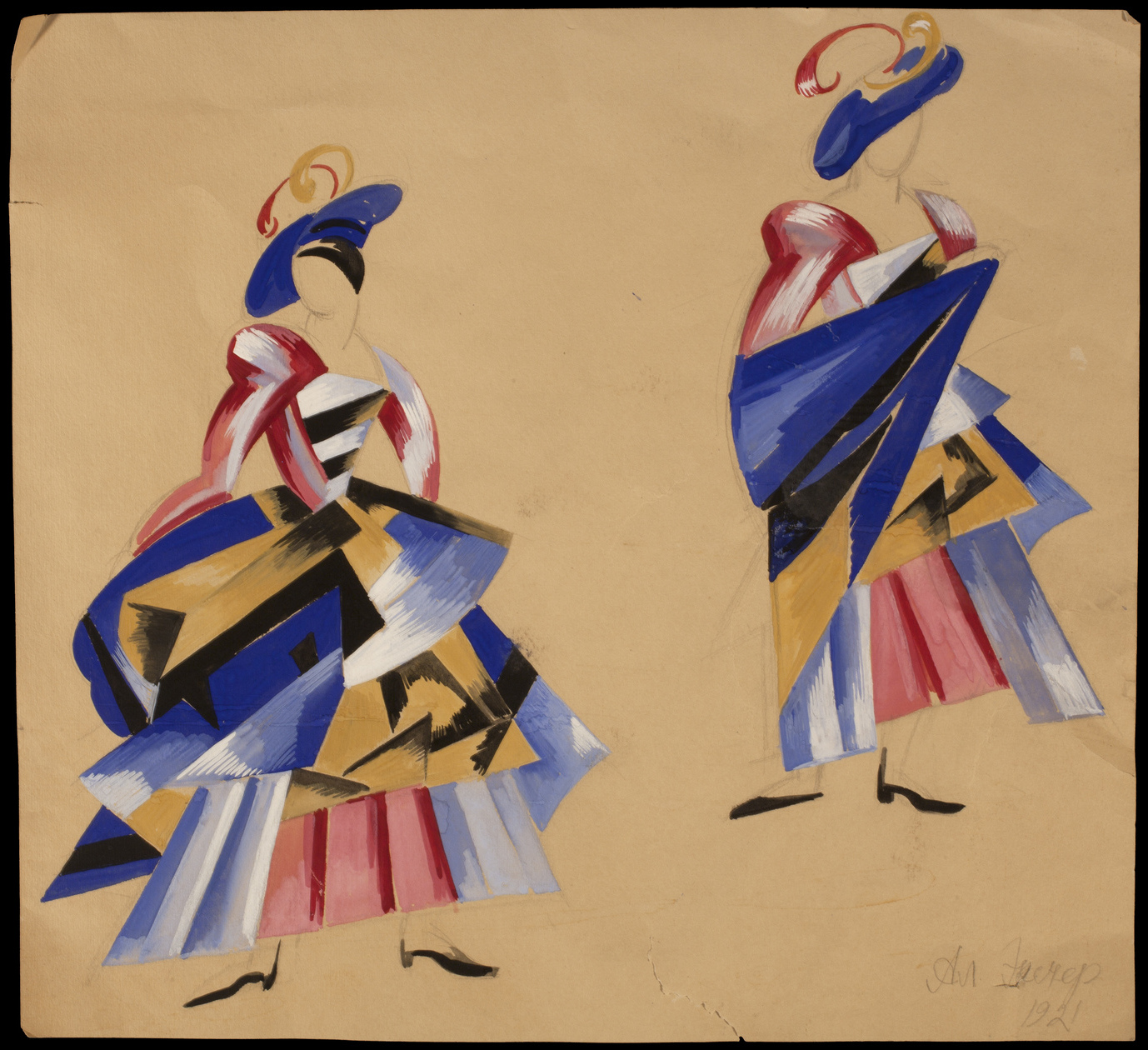
Alexandra Exter, "Costume design for Romeo and Juliette," 1921
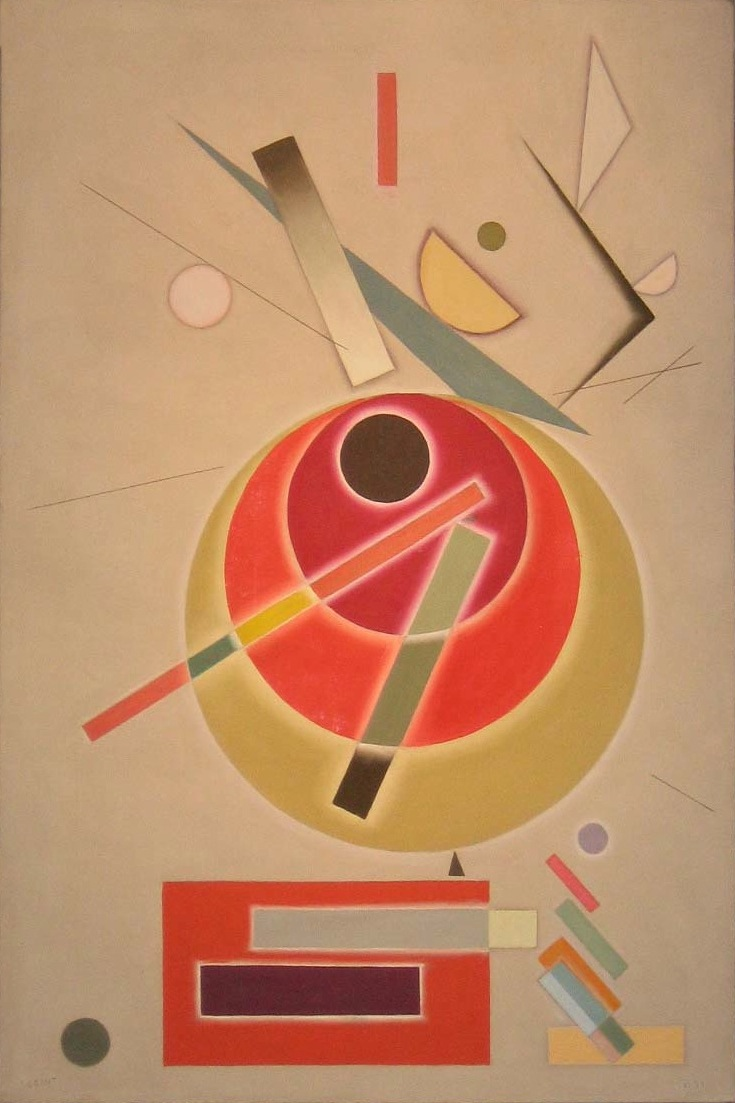
Boris Kleint, "Abstract Composition," 1939
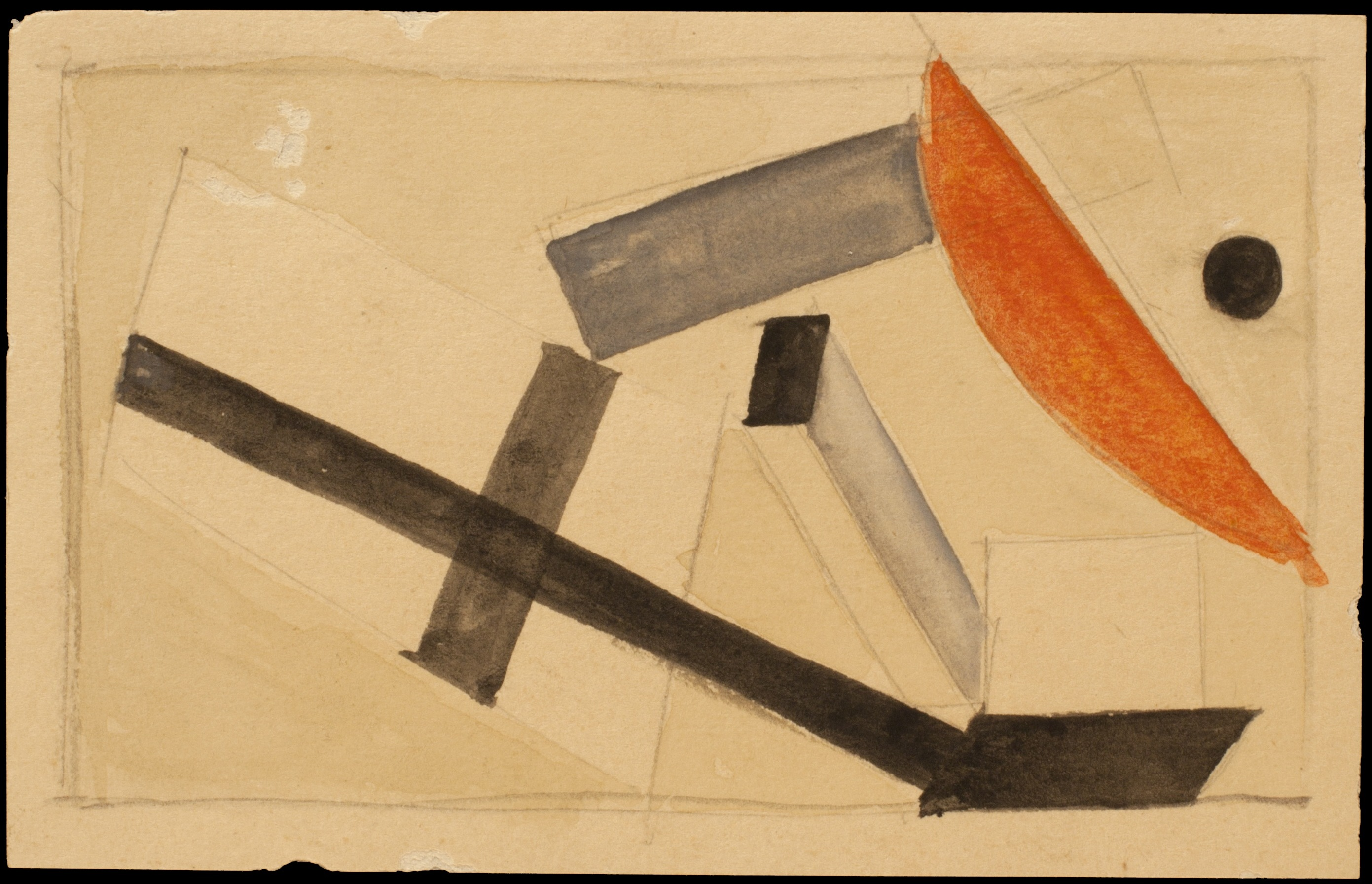
El Lissitzky, "Proun," 1924
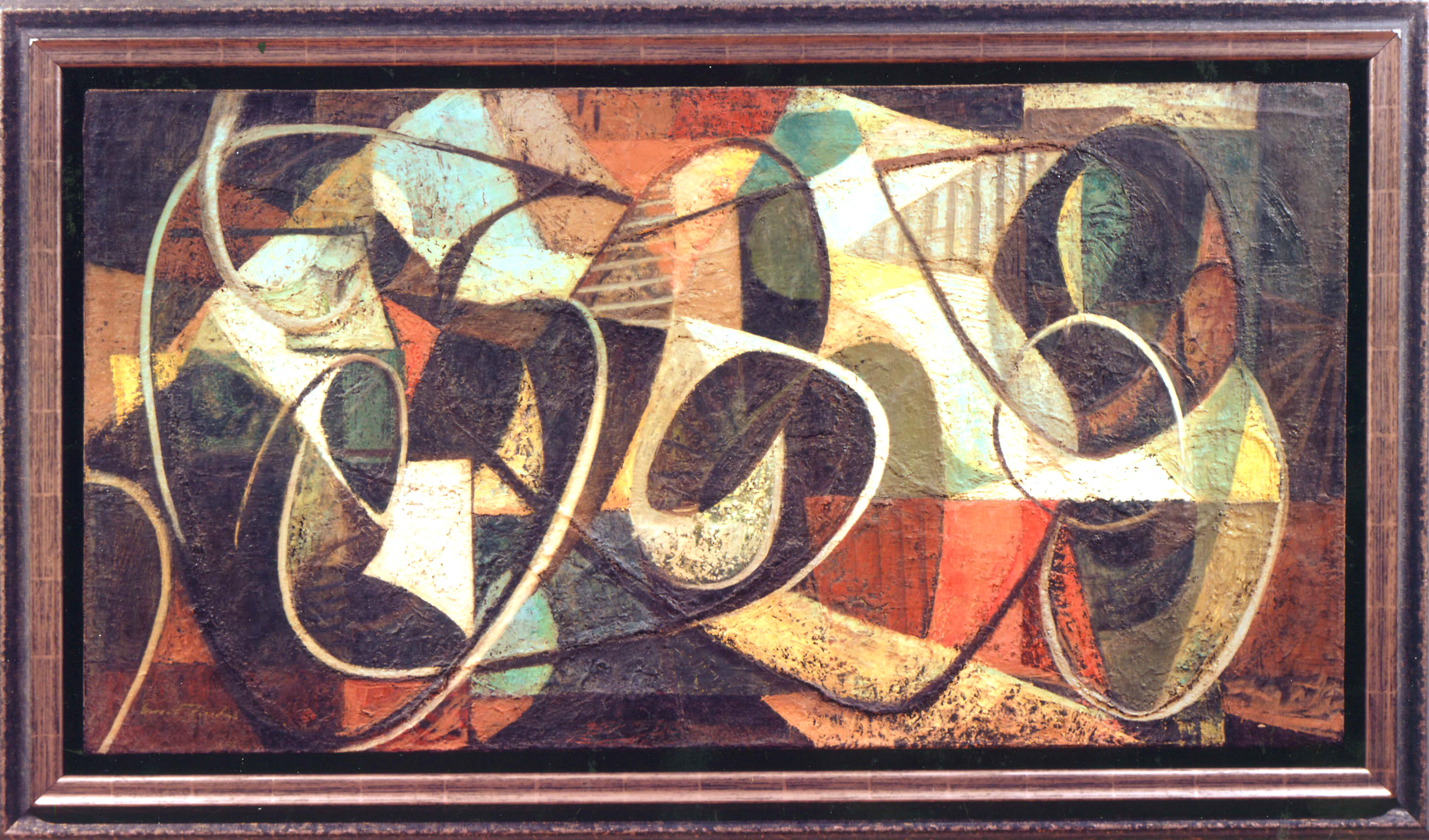
Ernest Freed, "Abstract Composition," 1948
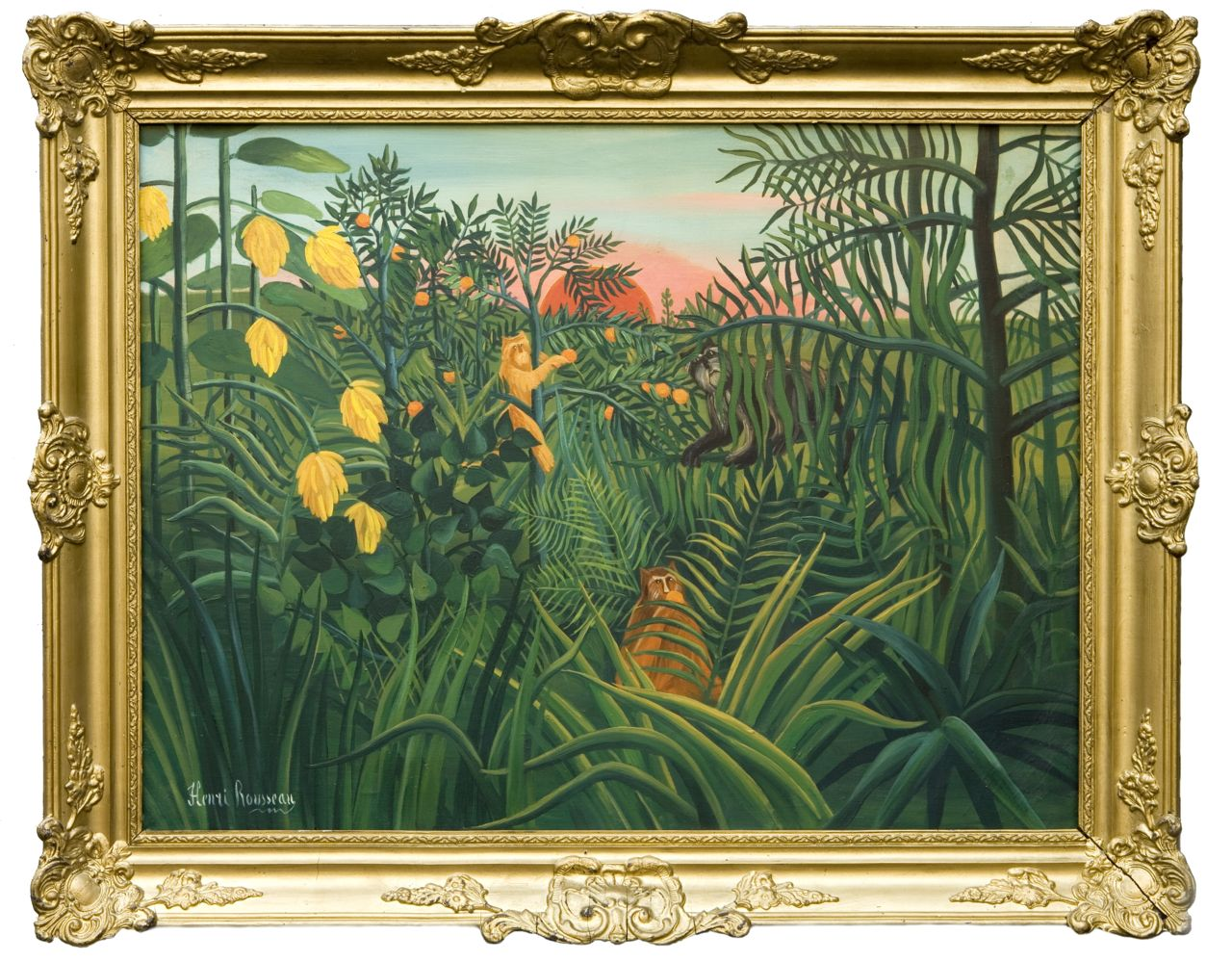
Henri Rousseau, "Three apes In The Orange Grove," 1907c
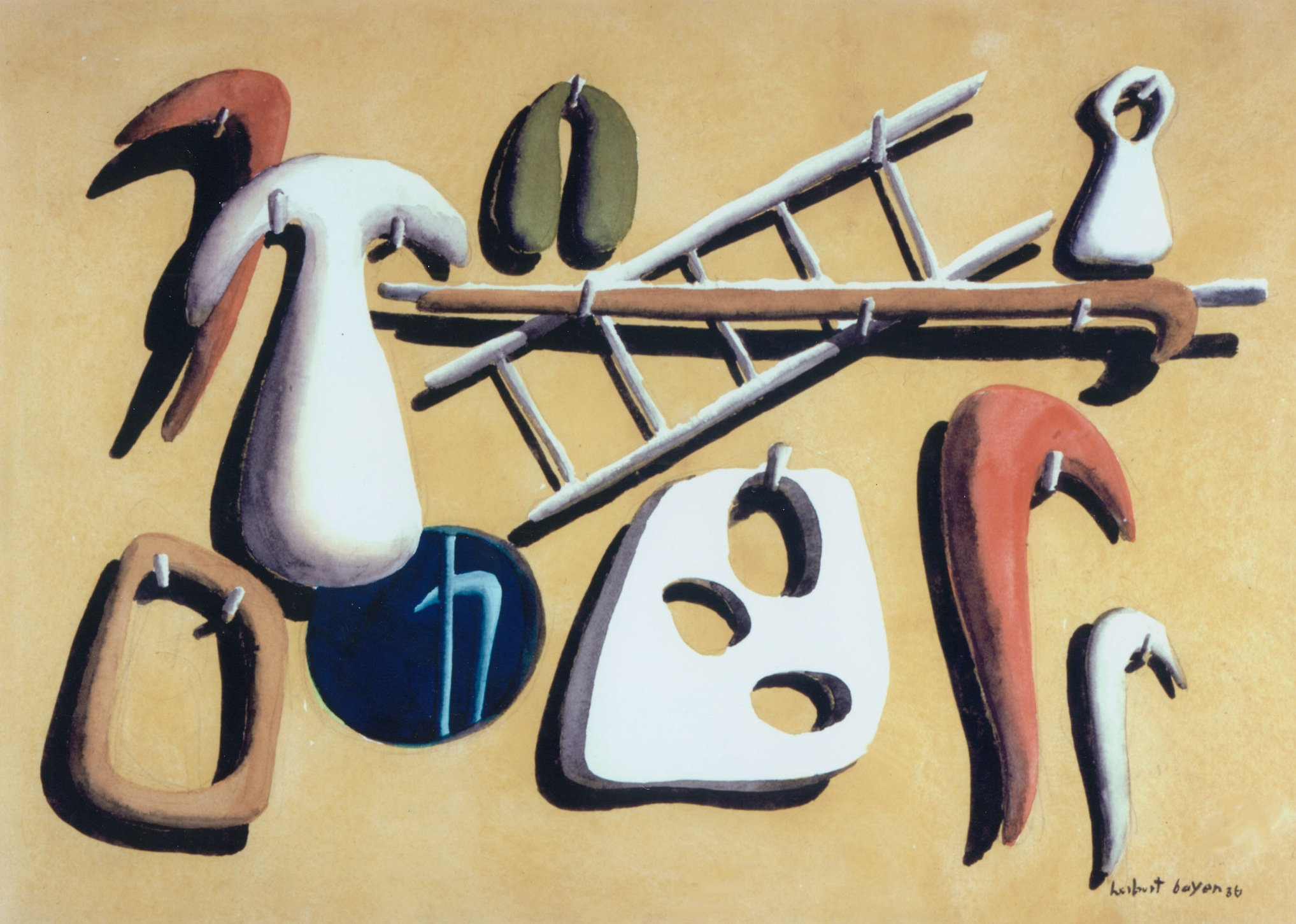
Herbert Bayer, "Stadelwand," 1936
Hermann Max Pechstein, "Fraukopf," 1911c
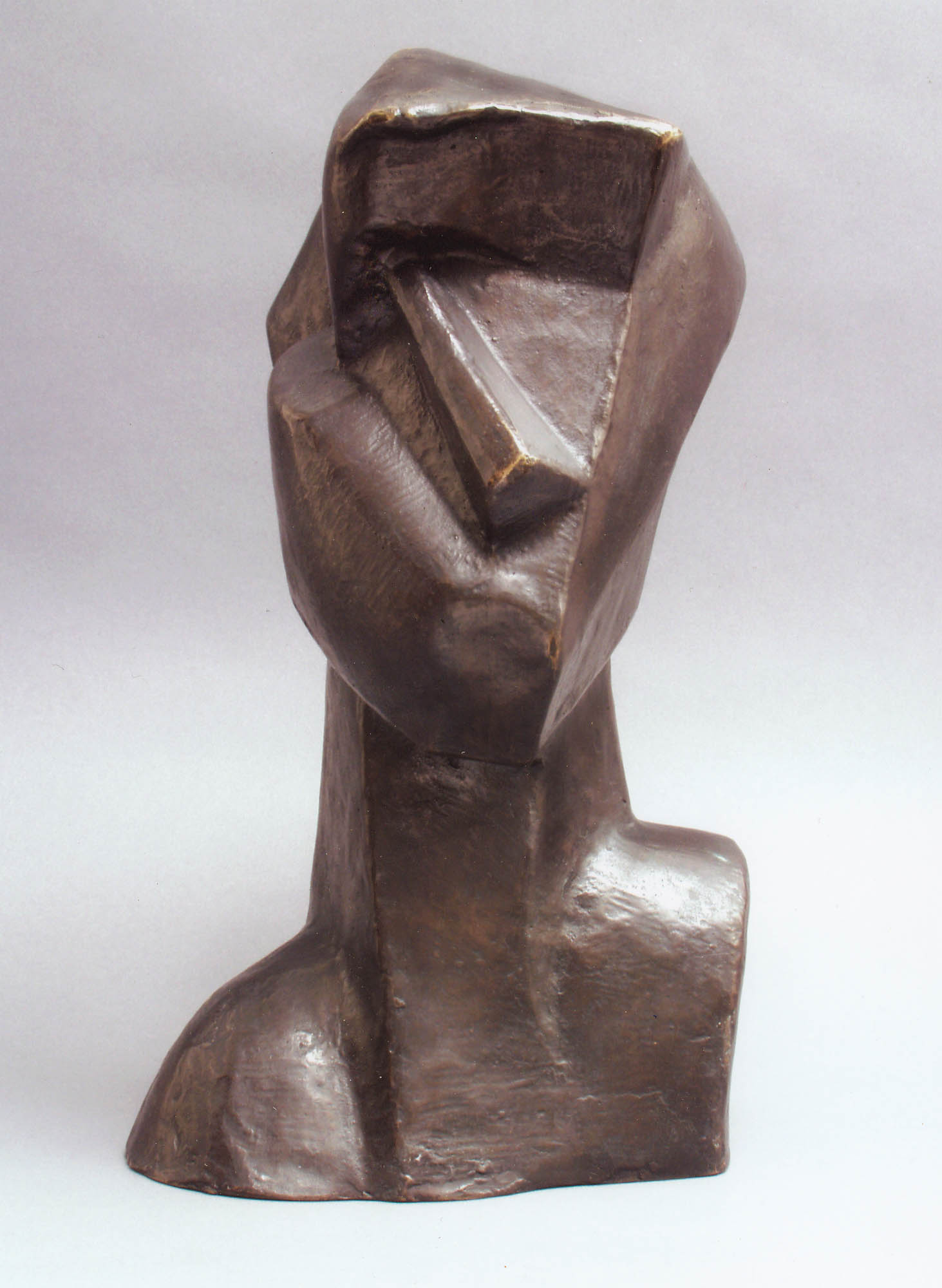
Joseph Csaky, "Tete," 1914
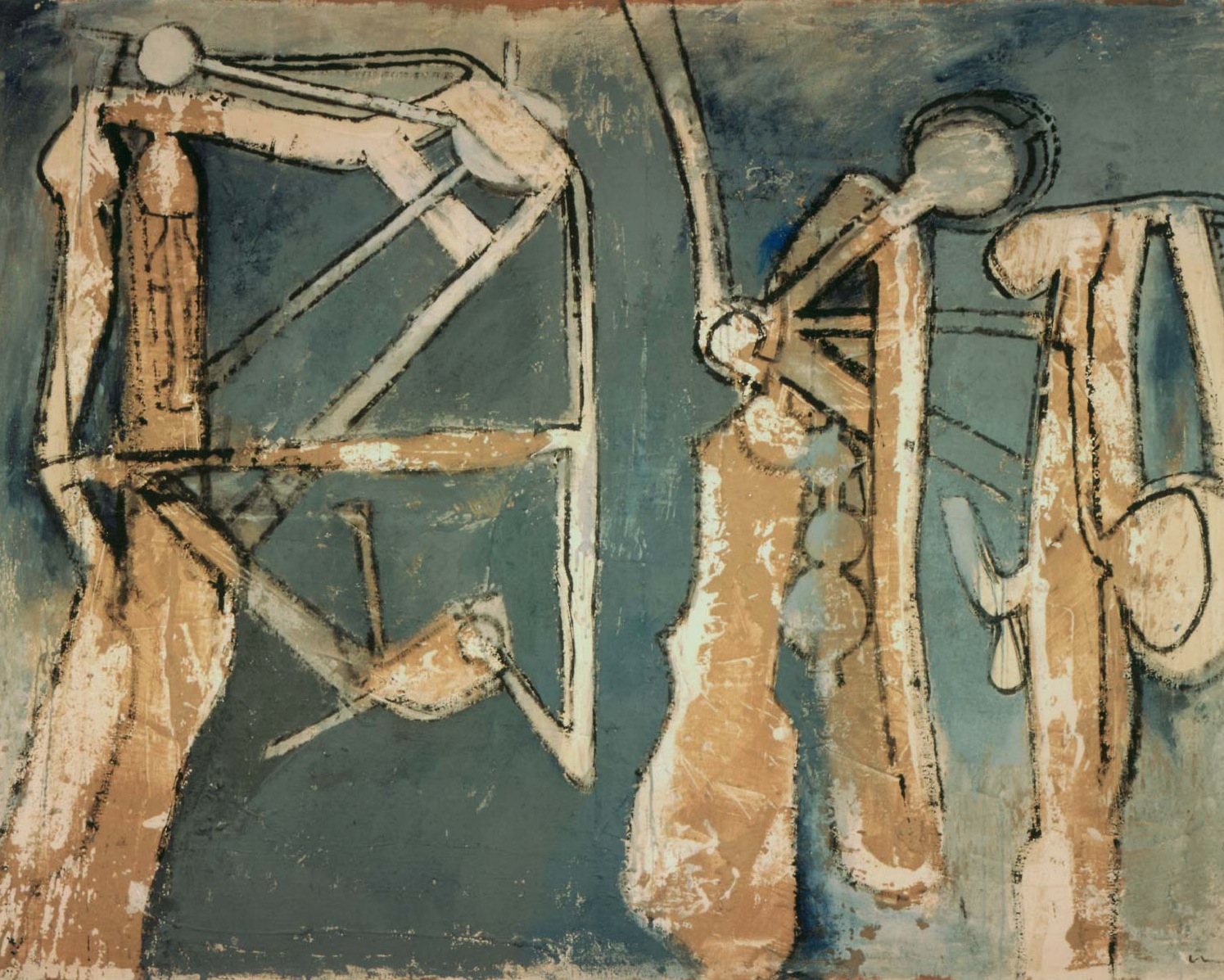
Roberto Matta, "Three Figures," 1958c.
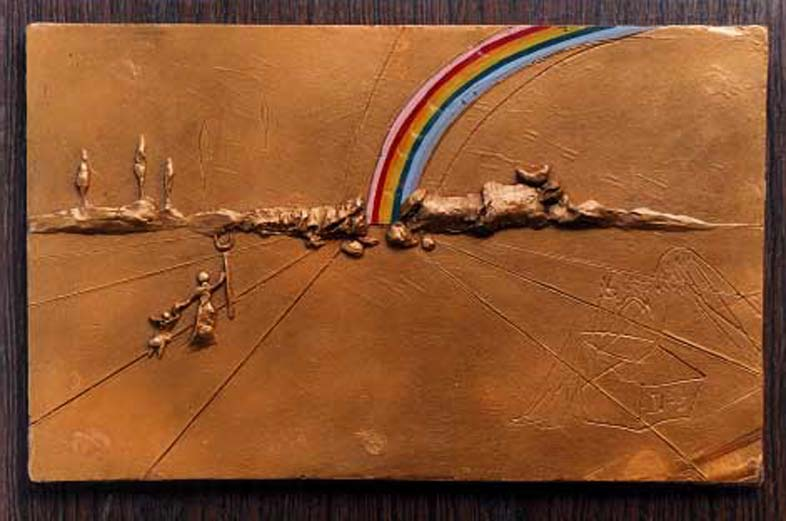
Salvador Dalí, "The Rainbow," 1972
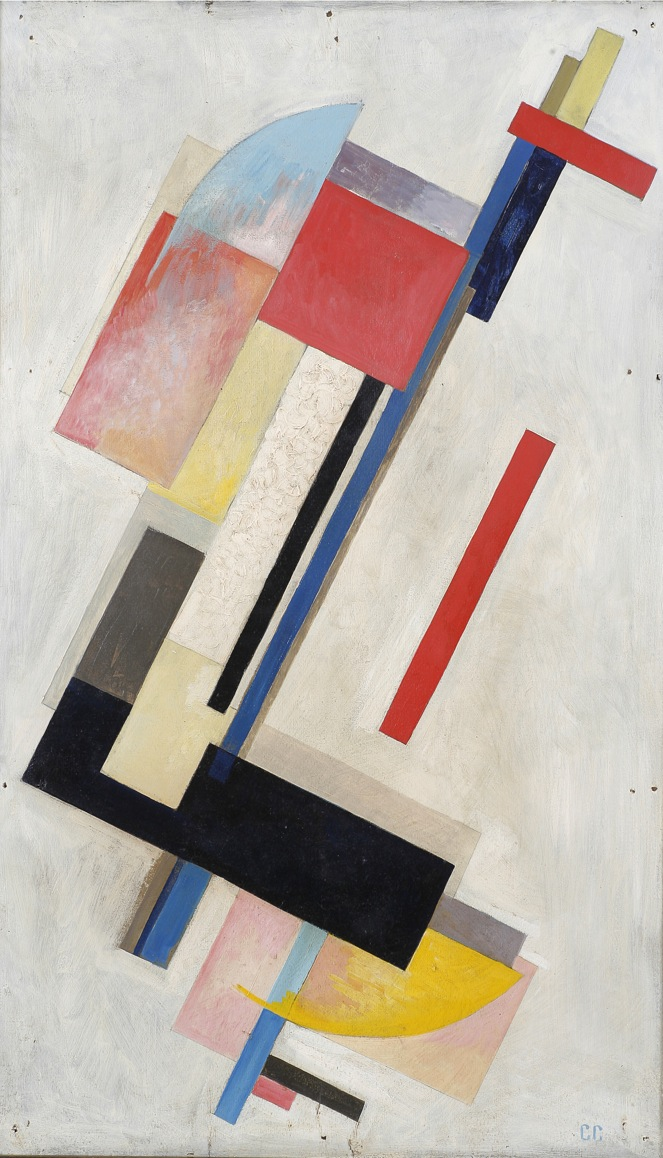
Sergei Senkin, "Non Objective Composition," 1921